# Hypobathrum longifolium
Hypobathrum longifolium là một loài thực vật có hoa trong họ Thiến thảo. Loài này được (DC.) K.M.Wong mô tả khoa học đầu tiên năm 1989.